# كنيسة انتقال العذراء (بالديمورييو)
كنيسة انتقال العذراء في بالديمورييو (بالإسبانية: Iglesia de Nuestra Señora de la Asunción)‏ هي كنيسة كاثوليكية غربية تقع في بلدية بالديمورييو في مدريد. كما أنها المعبد الرئيسي لأبرشية بالديمورييو.